# Вотчина
Во́тчина — у середньовіччі й ранньому новому часі приватне спадкове землеволодіння (маєток). Належало феодалу за правом спадку від його батька (отця, звідси «отчина»). Власник вотчини міг вільно розпоряджатися нею — продавати, дарувати чи заставляти. В українських землян власники вотчини називалися вотчи́нниками. Різновид алоду.

## Україна

### У Київській державі
Вотчина — одна з форм феодальної земельної власності в часи Київської держави. Власник вотчини мав право передати її у спадщину, продати, обміняти, поділити тощо. Термін «вотчина» походить від слова «отчина» (з протетичним «в-»), тобто батьківська власність. Вотчини виникли в процесі формування приватної феодальної власності на землю. Їхніми власниками у 9—11 ст. були князі, а також княжі дружинники та земські бояри — нащадки родоплемінної верхівки. Після прийняття християнства сформувалось вотчинне землеволодіння церкви, яким володіли представники церковної ієрархії (митрополит, єпископи) і великі монастирі.
Існували різні категорії вотчини: родові, куплені, надані князем та ін., що суттєво впливало на можливість власників вільно розпоряджатися вотчиною. Так, володіння родовими вотчинами обмежувалося державою і родичами. Власник такої вотчини був зобов'язаний служити тому князеві, на землях якого вона розташовувалася, а без згоди членів роду він не міг її продати, обміняти тощо. У разі порушення цих вимог власника позбавляли вотчини. Це свідчить, що в епоху Київської Русі володіння вотчиною не було прирівняне до права власності на неї.
У період роздробленості Київської держави вотчина стала основною формою феодального землеволодіння, що постійно зростала за рахунок нових князівських надань, захоплення общинних земель, купівлі, обміну тощо. Це призвело до зростання впливу власників вотчини на політичне життя.
Володіння знатних бояр звичайно складалося з кількох вотчин, які часто були розташовані в різних місцях держави і не утворювали жодного господарського організму. Відносно до населення вотчини, їхні власники користувалися низкою прав і привілеїв у галузі судочинства, збору податків та ін. У великих вотчинах формувався власний адміністративно-господарський апарат, який займався організацією їхньої життєдіяльності.
У період розпаду Русі вотчинами називали також окремі удільні князівства (княжі столи — престоли), що успадковувалися князем від батька. На Любецькому з'їзді 1097 була здійснена невдала спроба на основі принципу вотчини («каждо да держит отчину свою») припинити князівські міжусобиці.

### У Литовському князівстві й Речі Посполитій
Після переходу більшої частини українські земель під владу Литви та Польщі, тут не тільки збереглося, а й суттєво зросло вотчинне землеволодіння. Більшість вотчин тут належала представникам давніх українських княжих та боярських родів. Одночасно великі князі литовські та польські королі надавали землі «в отчину», «на вічність» литовським, польським, московським феодалам. Особливо активним цей процес став після 1590, коли сейм Речі Посполитої надав королю право роздавати т. зв. «пустині» за Білою Церквою. Це були землі з українським населенням, на яких згодом сформувалося вотчинне, за своєю суттю, землеволодіння магнатських родів Вишневецьких, Потоцьких, Конєцпольських та ін. Велике землеволодіння в Україні було ліквідоване національно-визвольною війною під проводом Богдана Хмельницького 1648—1657. Однак, згодом воно було відновлене на Правобережжі, що залишилося під владою Речі Посполитої. На Лівобережжі у другій половині 17 ст. йшов процес формування землеволодіння української козацької старшини.

### Росія

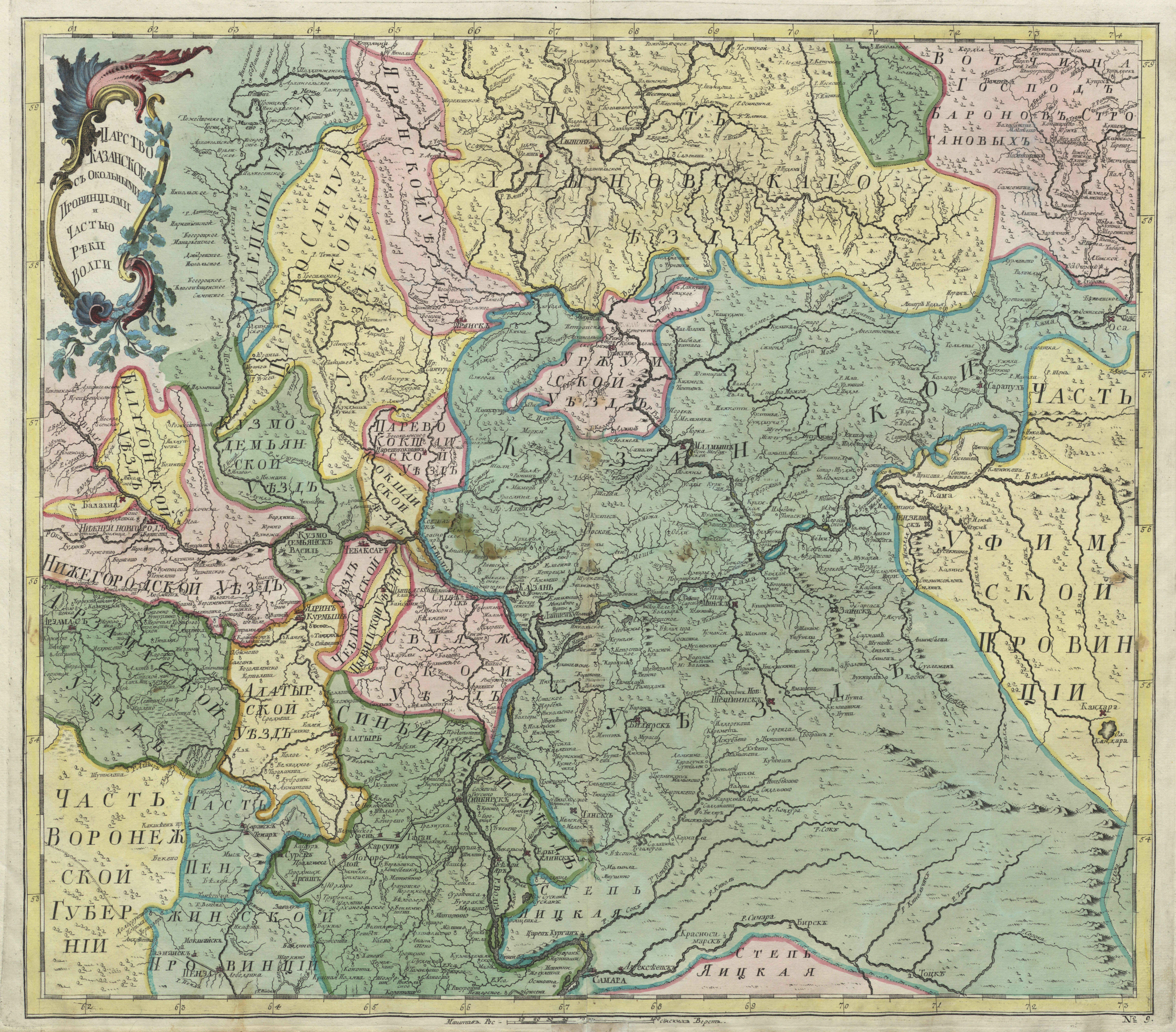
«Вотчина панів баронів Строганових» (у північно-східному куті карти), 1745 рік

У 14—15 ст. вотчини були основною формою землеволодіння і у Північно-Східній Русі, де йшов активний процес формування Московської держави. Однак у зв'язку зі зростанням протиріч між центральною великокняжою владою і сепаратиськими устремліннями бояр-вотчинників права останніх почали суттєво обмежуватися (було відмінено право вільного від'їзду від одного князя до іншого, обмежено право суду у вотчинах та ін.). Центральна влада почала опиратися на дворянство, що користувалося землеволодіннями на помісному праві. Особливо активним був процес обмеження вотчин у 16 ст. Тоді були суттєво обмежені вотчинні права бояр (закон 1551 та 1562), а під час оприччини багато вотчин були ліквідовані, а їхні власники страчені. Наприкінці 16 ст. у Московії основною формою землеволодіння були вже не вотчини, а помістя. У 17 ст. продовжувався процес юридичного зближення вотчин з помістями, який завершився виданням Петром I 23.03.1714 указу про єдиноспадкування. У 18—19 ст. термін «Вотчина» інколи вживався для означення дворянської земельної власності.